# Municipio di Marzahn
Il municipio di Marzahn (in tedesco Rathaus Marzahn) è un edificio pubblico di Berlino, costruito negli anni ottanta del XX secolo per ospitare l’amministrazione del distretto di Marzahn.
In considerazione della sua importanza storica e architettonica, l'edificio è posto sotto tutela monumentale (Denkmalschutz).

## Storia
L'edificio venne costruito dal 1985 al 1988 su progetto di Wolf-Rüdiger Eisentraut, Karin Bock e Bernd Walther.
Esso è parte del centro civico realizzato presso la stazione di Springpfuhl, che comprende diverse attrezzature commerciali, sociali, sportive e culturali.

### Fonti
- (DE) Joachim Schulz e Werner Gräbner, Berlin. Architektur von Pankow bis Köpenick, Berlino, VEB Verlag für Bauwesen, 1987, ISBN 3-345-00145-4.

### Testi di approfondimento
- (DE) Wolf-Rüdiger Eisentraut, Rathaus Marzahn in Berlin, in Architektur, n. 7, 1990,  pp. 9-15, ISSN 0323-3413 (WC · ACNP).